# Данилов Леонід Григорович
Данилов Леонід Григорович (2 [14] березня 1874, Оренбург – 27 листопада 1928, Київ) – метеоролог, синоптик.

## Біографічні відомості
Народився 2 (14) березня 1874 р. в Оренбурзі в сім'ї вчителів. У 1891 р. закінчив з відзнакою Уфимську чоловічу гімназію, 1896 р. – фізико-математичний факультет Казанського університету. З липня 1896 р. працював позаштатним лаборантом магнітно-метеорологічної обсерваторії при Казанському університеті, одночасно завідував метеорологічною мережею сходу Росії. У 1898 р. успішно склав іспит на ступінь магістра фізичної географії і був прийнятий на посаду приват-доцента Казанського університету на кафедру фізики та фізичної географії. Після переїзду до Одеси у 1899 р. Л.Г. Данилов зарахований приват-доцентом Новоросійського (Одеського) університету, де читав курс фізичної географії, а згодом – динамічної метеорології та кліматології. Одночасно працював штатним спостерігачем метеорологічної обсерваторії Новоросійського університету. Протягом 1906-1908 рр. був консультантом-гідрологом при комісії шляхів Казанської округи, де проводив дослідження р. Волги та її притоків. З 1909 р. Л. Г. Данилов переходить на роботу до управління залізниць у Санкт-Петербурзі, протягом 1910-1912 рр. редагує метеорологічний розділ часопису «Водные пути и шоссейные дороги», з 1913 р. – розділ повідомлень про погоду в журналі «Метеорологический вестник». У 1915 р. Л.Г. Данилов у зв'язку зі станом здоров'я повертається на лікування в Україну. Упродовж 1916-1918 рр. працював завідувачем метеорологічного відділу Плотянської сільськогосподарської дослідної станції імені князя П.П. Трубецького, з 1918 р. – керівником Агрометеорологічного бюро Подільського губернського земства, у 1920-1921 рр. – метеорологом Одеського губернського земського відділу. Під час перебування в Одесі Л.Г. Данилов працює над практичною реалізацією своїх досліджень, публікує перші довгострокові прогнози погоди.
У 1921 р. переїхав до Вінниці, де працював завідувачем служби погоди Подільського відділу сільського господарства, одночасно у 1923-1925 рр. був головою Подільського відділу Сільськогосподарського наукового комітету України. У 1922 р. очолив відкритий у Вінниці губернський відділ Української метеорологічної служби. Був редактором трьох випусків «Бюлетеня Подільського відділу Укрмету» (1925). Працюючи у Вінниці, розробив методику довгострокових прогнозів погоди для Поділля та посушливих регіонів України. Один з ініціаторів створення та науковий консультант науково-краєзнавчого осередку – Кабінету виучування Поділля. Під егідою цієї організації опубліковано монографію науковця «Клімат Поділля» (1924). Сприяв відновленню пошкодженої внаслідок громадянської війни метеорологічної мережі Поділля. У 1925 р. опублікував монографію «Хвилі погоди: новий метод синоптичного аналізу», в якій висвітлив основні положення свого методу довгострокових прогнозів погоди (1925). Цей метод полягає у вивченні коливань атмосферного тиску, які відбуваються з періодами 5 та 11-13 днів. 
У 1928 р. переїхав до Києва, де організував бюро довгострокових прогнозів погоди при Українській метеорологічній службі. Був членом науково-консультаційної ради Наркомзему України, дійсним членом Австрійського та Французького метеорологічних товариств.
Помер 27 листопада 1928 р. у Києві.

## Праці
- Данилов Л. Г. Грозы восточной России. Вып. 3. Грозовая деятельность в басейне рр. Средней Волги и Камы в 1897-1898 гг. Некоторые выводы из 3-х летних наблюдений над грозами в районе среднего Поволжья / Л. Данилов. – Казань, 1900. – 285 с.
- Данилов Л. К вопросу о засухах Правобережной Украины / Л. Данилов // Хозяйство Подолии. – Винница, 1922. – №1. – С. 29-34.
- Данилов Л. Клімат Поділля / Л. Данилов // Провідник спостерігача-дослідника. – 1924. – № 4. – С. 1-5.
- Данилов Л. Клімат Поділля / Леонід Данилов. – Вінниця: Віндерждрук ім. Леніна, 1924. – 46 с.
- Данилов Л. Посухи в Україні, їх кліматологія та синоптика / Л. Данилов // Вісник сільсько-господарської науки та досвідної справи. – 1924. – № 10-12. – С. 1-7.
- Данилов Л. Хвилі погоди: новий метод синоптичного аналізу / Л. Данилов. –Київ: Укрмет, 1925. – 212 с.
- Данилов Л. Досягнення світової науки в справі передбачення погоди / Л. Данилов // Вісник сільсько-господарської науки та досвідної справи. – 1927. – № 4. – С. 40-53.
- Данилов Л. Сонячна діяльність та багатолітні цикли погоди / Л. Данилов // Вісник сільсько-господарської науки та досвідної справи. – 1928. – № 3. – С. 133-144